# Золотая медаль (Королевское географическое общество)
Золотая медаль (англ. Gold Medal) — высшая награда Королевского географического общества, учреждённая в 1831 году и вручаемая поныне «за поощрение и популяризацию географии, науки и открытий».

## История
Золотая медаль Королевского географического общества была учреждена в 1831 году в качестве денежной премии в размере 50 гиней от короля Великобритании Вильгельма IV «за поощрение и продвижение географической науки и открытий». Первоначально награда вручалась в деньгах, а в 1836 году лауреатам начали выдавать медали. В 1839 году решением Общества награда была разделена на две золотые медали равной значимости и ценности — медаль основателей и медаль покровителей. Медали не присуждались лишь в 1850, 1851, 1855, 1913, 1943 и 1944 годах.

## Критерии
Медали присуждаются «за поощрение и популяризацию географии, науки и открытий». Медали вручаются ежегодно по одной каждого вида. Награждение производится на основании рассмотрения соответствующей номинации, поданной в общество при письменной поддержке двух или трех стипендиатов или членов общества.

## Лауреаты Золотой медали
Пояснения
- Лауреаты Золотой медали до её разделения в 1839 году на две награды расцениваются Обществом как обладатели медали основателей[3].

| Год  | Лауреат                                                        | Основание                                                                                       |
| ---- | -------------------------------------------------------------- | ----------------------------------------------------------------------------------------------- |
| 1832 | Ричард Ландер                                                  | за значительные заслуги в определении течения и устья Нигера                                    |
| 1833 | Джон Биско                                                     | за открытие им земли Грейама и земли Эндерби в Антарктике                                       |
| 1834 | Джон Росс                                                      | за открытие им Бутия Феликс и земли короля Уильяма и за его знаменитые четыре зимовки в Арктике |
| 1835 | Александр Бёрнс                                                | за его удивительные и значительные путешествия по Персии                                        |
| 1836 | Джордж Бак                                                     | за его недавние открытия в Арктике, и его достопамятное путешествие по реке Хрут-Фис            |
| 1837 | Роберт Фицрой                                                  | за описание им побережья Южной Америки, от Рио-де-ла-Платы до Гуаякиля в Перу                   |
| 1838 | Фрэнсис Чесни                                                  | за ценные данные о сравнительной и физической географии Сирии, Месопотамии и дельты Сусианы     |
| 1839 | разделение награды на медаль основателей и медаль покровителей | разделение награды на медаль основателей и медаль покровителей                                  |